# Sainte-Marie, Cantal

Sainte-Anastasie este o comună în departamentul Cantal, Franța. În 1 ianuarie 2022 avea o populație de 103 de locuitori.